# موتور سری د رنو
موتور DiET رنو که با نام "موتور D" یا "D-Type" نیز شناخته می‌شود، یک موتور خودرو چهارسیلندر خطی از شرکت رنو است که برای جایگزینی موتور Cléon-Fonte در رنو توئینگو طراحی گردید.

## D۷F
D۷F که برای نخستین بار در ژوئیه ۱۹۹۶ تولید شد، حجم اسمی ۱٬۱۴۹ سانتی‌متر مکعب (۱٫۱ لیتر؛ ۷۰٫۱ اینچ مکعب) ۶۰ اسب بخار متری (۴۴ کیلووات؛ ۵۹ اسب بخار) در ۵۲۵۰ دور در دقیقه قدرت تولید می‌کند و ۹۳ نیوتن متر (۶۹ پوند-فوت) گشتاور در ۲۵۰۰ دور در دقیقه تولید می‌نمود که دارای تزریق سوخت انژکتوری چندنقطه‌ای بود.
کاربردها:
- ۱۹۹۶ – اکنون رنو توئینگو
- ۱۹۹۶ – ۱۹۹۸ رنو کلیو I
- ۱۹۹۸ – ۲۰۰۵ رنو کلیو II (کلیو کامپوس تا ۲۰۰۸)
- ۱۹۹۸ رنو کانگو
- ۲۰۰۷ رنو توئینگو II

## D۷D
D۷D ۹۹۹ سانتی‌متر مکعب (۱٫۰ لیتر؛ ۶۱٫۰ اینچ مکعب) ۸ ولت
کاربردها:
- ۱۹۹۷ – ۲۰۰۴ رنو کلیو
- ۱۹۹۸ رنو کانگو
- ۲۰۰۰ تا ۲۰۰۱ رنو توئینگو

## D۴F
کاربردها:
- ۲۰۰۰ – اکنون رنو توئینگو
- ۲۰۰۱ – اکنون رنو کلیو
- ۲۰۰۶ – اکنون رنو نماد
- ۲۰۰۴ – ۲۰۱۲ Renault Modus / Grand Modus
- ۲۰۰۵ – ۲۰۱۱ Proton Savvy
- ۲۰۰۹ – ۲۰۱۶ داچیا لوگان
- ۲۰۰۹ – ۲۰۱۶ داچیا ساندرو

## D۴D
D۴D نسخه‌ای ۱۶V و ۹۹۹ سانتی‌متر مکعب (۱٫۰ لیتر؛ ۶۱٫۰ اینچ مکعب) بود.
کاربردها:
- ۱۹۹۷ – ۲۰۰۱ رنو کلیو
- ۱۹۹۸ رنو کانگو
- ۲۰۰۰ تا ۲۰۰۱ رنو توئینگو
- ۲۰۰۱ تا ۲۰۰۵ پژو ۲۰۶ در برزیل با موتور ۱٫۰
- ۲۰۰۰ تا ۲۰۱۶ رنو کلیو ، رنو ساندرو و رنو لوگان در برزیل با موتور ۱٫۰ Flex Fuel (الکل و بنزین همزمان)
- ۲۰۱۱ تا ۲۰۱۵ نیسان مارچ در برزیل (ساخت مکزیک یا ساخت برزیل) با موتور ۱٫۰ Flex Fuel (الکل و بنزین همزمان)

## D۴FT
این موتور در وسیله‌های نقلیه زیر نصب شده است:
- ۲۰۰۷ – ۲۰۱۴ رنو توئینگو
- ۲۰۰۷ – اکنون رنو کلیو
- ۲۰۰۷ – ۲۰۱۲ رنو مودوس
- ۲۰۱۰ – ۲۰۱۳ رنو ویند